# Tuva: Voices from the Center of Asia
Tuva: Voices from the Center of Asia ist eine Sammlung von Field Recordings traditioneller tuwinischer Musik. Sie wurde 1990 von Smithsonian Folkways (damals Smithsonian/Folkways Recordings) auf CD veröffentlicht.

## Entstehungsgeschichte
Das Album wurde von einem US-amerikanisch-sowjetisch-tuwinischen Team aufgenommen. Es bestand aus dem Musikethnologen Theodore Levin vom US-amerikanischen Dartmouth College, dem russischen Musikethnologen Eduard Jefimowitsch Alexejew (russisch Эдуард Ефимович Алексеев, wiss. Transliteration Ėduard Efimovič Alekseev) sowie Soja Kirgis (russisch Зоя Киргиз, wiss. Transliteration Zoja Kirgiz) vom Institut für Sprache, Literatur und Geschichte in der tuwinischen Hauptstadt Kysyl. Begleitet wurden sie von einer Ethnographin einer Fotografin.
Vor der Veröffentlichung des Albums war tuwinische Musik bereits auf einzelnen französischen oder amerikanischen Aufnahmen im Westen verfügbar. Kehlkopfgesang war dabei jedoch vernachlässigt und wenig analysiert worden. Zugleich hatte das sowjetische Kulturministerium begonnen, Künstler und Tanzgruppen nach den Zielen sowjetischer Kulturpolitik auszubilden. Laut den Machern des Albums verdrängten diese ältere Aufführungspraktiken. Mit dem Ziel, die traditionelle tuwinische Musik aufzuzeichnen, reisten Alexejew, Kirgis und Levin 1987 und 1988 nach Tuwa. Finanziell gefördert wurde die Reise von der National Geographic Society und der Komponistenvereinigung der Sowjetunion.

## Musikstil
Die ersten 18 Stücke des Albums stellen verschiedene Formen des Kehlgesangs vor, teils instrumental begleitet oder arrangiert, vor; mit Ausnahme des 10. Tracks, in dem Maultrommeln zu hören sind. Laut den Autoren imitiert ähnelt dieses auch im 28. Track zu hörende Instrument der Menschlichen Stimme und wird von dieser wiederum imitiert. Ab Track 19 sind instrumentale und gesungene Tierimitationen zu hören: Alexejew, Kirgiz und Levin sprechen von einer „Grauzone im Grenzgebiet der Musik“. Die schamanische Zeremonie im 25. Stück wird von einer Schauspielerin aufgeführt, die regelmäßig Schamanen spielt und in einer Schamanenfamilie aufgewachsen ist. Es folgen unter anderem ein Trauer- und zwei Wiegenlieder. Der Sänger der abschließenden „Hymne an die Berge“ hat in seiner Jugend in einem buddhistischen Kloster gelernt und ist davon beeinflusst.

## Titelliste
Titel und Interpreten sind hier wie im englischsprachigen Begleitheft der CD wiedergegeben; insbesondere sind die Namen hier ins Englische transkribiert.
| Nr.          | Titel | Interpreten | Länge |
| ------------ | --- | --- | ----- |
| 1.           | Steppe Kagiraa | Fedor Tau | 1:21  |
| 2.           | Sigit | Mergen Mongush | 0:34  |
| 3.           | Sigit “Alash” | Mergen Mongush | 1:39  |
| 4.           | Sigit with Igil (bowed instrument) | Anatolii Kuular | 2:13  |
| 5.           | Khoomeii | Fedor Tau | 0:35  |
| 6.           | Khoomei | Sundukai Mongush | 0:27  |
| 7.           | Tespeng Khoomei | Sundikai Mongush | 0:46  |
| 8.           | Khozamik (medley) with khoomei, sigit, and kargiraa | Tumat Kara-ool | 2:00  |
| 9.           | Kargiraa duet “Artii-Sayir” | Tumat Kara-ool, Andrei Chuldum-ool | 1:08  |
| 10.          | Khomuz melodies performed by trio of Khomuz players | Anchimaa Sonat, Anchimaa Khert, Chandanmaa Torten-ool (?)                                                                                              | 1:49  |
| 11.          | Borbannadir | Mikhail Dopchun | 0:54  |
| 12.          | Borbannadir | Tumat Kara-ool | 0:48  |
| 13.          | Borbannadir with finger strokes across lips | Tumat Kara-ool | 0:42  |
| 14.          | Borbannadir | Anatolii Kuular | 1:26  |
| 15.          | Ezengileer | Marzhimal Ondar | 1:22  |
| 16.          | Sigit khomuz | Oleg Kuular | 0:57  |
| 17.          | Medley of various throat-singing styles | Ensemble “”Amirak": Gennadi Chash, Evgenii Oyun, Mergen Mongush                                                                                        | 2:56  |
| 18.          | Kargiraa “Artii-Sayir” | Vasili Chazir | 1:05  |
| 19.          | Melody on the amirge (hunting horn): luring of the stag | Vasilii Khuurak | 0:47  |
| 20.          | a. Imitation of the roe deer b. Imitation of the musk deer c. Imitation of the reindeer d. Imitation of owl e. Imitation of wolf's howl f. Appeal to the patrons of hunters before the bear hunt g. Reindeer herder's call to the reindeer | a.-e.: Vasilii Khurak, f.: Shozhul Salchak, g.: Polina Ore-ool                                                                                         | 3:33  |
| 21.          | Domestication of sheep to lamb | Doluma Lopsanchap | 1:14  |
| 22.          | Domestication of goat to kid | Doluma Lopsanchap | 0:34  |
| 23.          | Domestication of cow to calf | Khuren Oorzhak | 0:33  |
| 24.          | Domestication of camel to calf | Shimet Soyan | 0:30  |
| 25.          | Excerpt from shamanic healing ritual | Alexander Davakai | 2:20  |
| 26.          | Funeral lament | Tatyana Sat | 1:21  |
| 27.          | Lullaby | Tatjana Sat | 0:55  |
| 28.          | Wooden jew's harp | Balgan Khuzuget | 0:47  |
| 29.          | Lullaby with Khoomei | Bilchit-Maa Davaa | 1:08  |
| 30.          | Long Song: “Don’t Frighten the Crane” | Sundukai Mongush | 1:50  |
| 31.          | Long Song: “When I Graze My Beautiful Sheep” | Khuren Oorzhak | 1:31  |
| 32.          | Kozhamiktar (antiphonal quatrains) | Männer: Kok-ool Khovalig, Sundukai Mongush, Soskur-ool Mongush, Dosumaa Mongush Frauen: Valentina Kuular, Raisa Mongush, Lenmaa Kuular, Soskul Mongush | 1:04  |
| 33.          | Ceremonial song: “Hymn to the Mountains” | Kazak Sandak | 1:01  |
| Gesamtlänge: | Gesamtlänge: | Gesamtlänge: | 41:48 |

## Rezeption
Milo Miles zeigte sich 1990 in der New York Times vor allem vom Kehlkopfgesang beeindruckt, der „ursprünglich und direkt“ sowie „betörend“ klinge. Die anderen Aufnahmen seien „weniger bemerkenswert“.
Der Musikethnologe Mark Slobin lobte 1992 in Ethnomusicology, dass Levin den kulturellen Hintergrund der Musik in den Vordergrund stelle und neben Kehlkopfgesang auch weitere Musikgattungen vorstelle. Es läge zum ersten Mal „ein detailliertes Porträt der Musik eines sibirischen Volkes“ vor.
Adam Greenberg vergab für AllMusic 2,5 von 5 Sternen. Zwar seinen die Musiker „exzellent“, die Stücke jedoch oft zu kurz, wodurch eher Techniken als Lieder vorgestellt würden. Für „angehende Musikethnologen“ lohne sich der Kauf dennoch, andere Hörer sollten bedenken, dass Kehlkopfgesang gewöhnungsbedürftig sei.
Levin veröffentlichte 1999 das Nachfolgealbum Tuva, Among the Spirits. Im Begleitheft zu diesem Album schrieb er, Tuva: Voices from the Center of Asia sei wohl mitverantwortlich für den großen Erfolg, den tuwinische Musik in der Zwischenzeit in der „Weltmusikszene“ erfahren habe. Durch diesen Erfolg sowie durch die Nachwirkungen der sowjetischen Kulturpolitik sei jedoch der kulturelle Kontext tuwinischer Musik verloren gegangen, den er nun mit Tuva, Among the Spirits dokumentieren wolle.